# Макс Тімм
Макс Тімм (нім. Max Timm; 19 березня 1898, Лунден — ?) — німецький чиновник, доктор політичних наук. Кавалер Лицарського хреста Хреста Воєнних заслуг.

## Біографія
Вивчав економіку в Кельні, Кілі та Геттінгені. З 1924 року працював у промисловості та сільському господарстві. В 1928 році очолив бюро працевлаштування в Гайде. В квітні 1933 року очолив 2-й відділ (працевлаштування і консультація) головного управління Імперського міністерства праці в Берліні. 1 травня 1933 року вступив в НСДАП і став довіреною особою партії. В 1937 році очолив свій відділ, в 1939 році — відділ 5а (працевлаштування і професійне стажування). В 1942 році Фріц Заукель призначив Тімма головним уповноваженим з працевлаштування при керівникові 6-го відділу (європейське управління працевлаштування). Тімм відповідав за працевлаштування іноземних робітників. 1 червня 1946 року адвокат Заукеля на Нюрнберзькому процесі Роберт Зерфантіус допитав Тімма як свідка. З 1950 року — начальник відділу праці соціального міністерства Шлезвіг-Гольштейну. В 1964 році вийшов на пенсію.

## Нагороди
- Золотий партійний знак НСДАП
- Хрест Воєнних заслуг 2-го і 1-го класу
- Лицарський хрест Хреста Воєнних заслуг (12 серпня 1944)